# هيرويوكي كاناي
هيرويوكي كاناي (باليابانية: 金井宏之؛ بالكانا: かない ひろゆき) هو مؤلف ياباني، ولد في 16 مايو 1925 في أماغاساكي في اليابان، وتوفي في 26 يناير 2012 في أوساكا في اليابان.